# 岡山パセリ♪
岡山パセリ♪（おかやま パセリ♪、1986年4月15日 - ）は、日本のAV監督。

## 来歴
- 2009年9月、株式会社ヒロスンエンタテインメント入社。
- 2015年1月、「大きな胸を活かせてない!地味女に誘惑服を着せて男子校勃起バスに乗せたら発情するまで何分?」VOL.1で監督デビュー。
- 2015年7月、監督名を「天%」から「岡山パセリ♪」に改名。
- 現在は、DANDY(株式会社ヒロスンエンタテインメント)に所属している。

## 人物
- 岡山県出身。
- 「天%」という監督名でデビュー。天然パーマという外見的特徴から名付けたのだが、昨今のインターネット検索に於いて「％」という記号を使用することが好ましくないとして、現在の名前に改名した。
- 現在の監督名は、AD時代にファミレスで料理に添えられた「パセリ」を食べながら、出身地を足して考えたもの。
- 好きなラジオ局はBayfm。特に、最近はMOZAIKU NIGHT 水曜に積極的に投稿している。twitterは、同番組への投稿が目立つ。